# Neothyonidium
Famille
Neothyonidium est un genre d'holothuries (concombre de mer) de la famille des Phyllophoridae.
Le genre Massinium est issu de ce genre, et plusieurs espèces y ont été reclassées (il s'en distingue notamment par les ossicules dermiques). 

## Liste des espèces
Selon World Register of Marine Species (25 février 2015) :
- Neothyonidium armatum Pawson, 1965 -- Nouvelle Zélande
- Neothyonidium dearmatum (Dendy & Hindle, 1907)
- Neothyonidium dearmatus (Dendy & Hindle, 1907)
- Neothyonidium hawaiiense (Fisher, 1907) -- Hawaii (espèce-type)
- Neothyonidium inflatum (Sluiter, 1901)
- Neothyonidium intermedium (Koehler & Vaney, 1908)
- Neothyonidium minutum (Ohshima, 1915)
- Neothyonidium parvipedum Rowe, 1989 -- Tasmanie
- Neothyonidium parvum (Ludwig, 1881)
- Neothyonidium spiniferum Liao & Pawson, 2001 -- Chine
- Neothyonidium vultur (Sluiter, 1914)